# Блум, Виктор
Виктор Блом (швед. Viktor Blom, род. 26 сентября 1990, Норртелье) — известный шведский профессиональный игрок в покер. Бывший член команды сайта PokerStars. Он прославился в онлайн игре, в 19-летнем возрасте войдя в десятку самых крупных выигрышей онлайн покера в истории.

## Карьера
Впервые Isildur1 появился на Full Tilt Poker 16 сентября 2009 года и оставался незамеченным до ноября. Тогда он начал играть с известными профессионалами: Филом Айви, Томом Дваном, Брайаном Таунсендом, Патриком Антониусом на высоких ставках $500/$1000. Он достиг карьерного пика 15 ноября выиграв в общей сложности $5 миллионов. Однако к середине декабря его банкролл опустился до $2 миллионов, большую часть ($4 миллиона) он проиграл Брайану Хастингсу 8 декабря, когда они играли в пот-лимит Омаху на ставках $500/$1000 в течение пяти часов. Далее Блом практически не появлялся на Full Tilt до февраля 2010 года.
В декабре 2010 года он начал сотрудничать с PokerStars и сыграл четыре стола хедз-ап (1 на 1) в безлимитный холдем и пот-лимит омаху с теми, кто был готов играть на ставках не ниже $50/$100. В марте 2012 он победил Исаака Хекстона в $1 миллион хедз-ап челендж и выиграл $500,000.
В августе 2012 года стало известно, что PokerStars решили не продлевать контракт с Виктором Бломом. Покерный рум FulltiltPoker был куплен владельцами PokerStars и, после его перезапуска, в ряды 'The Professionals' (аналог Team Pro PokerStars) вступили такие игроки, как Гас Хансен и Том Дван. Позднее в сети появилась новость о присоединении к ним Виктора 'Isildur1' Блома. В декабре на главной странице FTP красовался новый Challenge под названием DWAN vs BLOM. В воскресенье 9.12.12 в 15:00 ET за Heads-Up No Limit Hold’em столами со ставками $50/$100 встретились два непримиримых соперника — durrrr и Isildur1. Победа, как и в далеком 2009-м, осталась за шведом.
В октябре 2014 Блом перестал быть членом команды FulltiltPoker из-за закрытия покер-рума. 
В начале 2017 года покерный профессионал становится представителем покер-рума Unibet, и даже в феврале этого года, после длительной паузы, появляется на оффлайн турнире Unibet Open в Лондоне. Об этом Исильдур сообщил в своём твиттере, который также открыл после длительной паузы. 
В марте 2017 года после открытия статистики на всех игроков сайта highstakesdb стали доступны суммы, которые Виктор Блом заработал за всё время игры на FulltiltPoker и PokerStars. На ФуллТилте покерист проиграл 4,7 млн долларов, в то время как на PokerStars выиграл 1,5 миллионов. 

## Живой покер
После подписания контракта с PokerStars в 2011 году Блом должен был играть больше живых турниров. Его первым попаданием в деньги стал главный турнир WSOPE 2011. В январе 2012 года он выиграл свой первый живой турнир в карьере — PCA $100,000 Super High Roller, получив $1,254,400 призовых.